# Niceto
Pour les articles homonymes, voir Niceto (homonymie).
Le Niceto est un cours d'eau et fleuve côtier du nord-est de la Sicile, qui a son embouchure en mer Tyrrhénienne.

## Géographie
De 21,1 km de longueur, son bassin a 81,73 km2 de superficie.

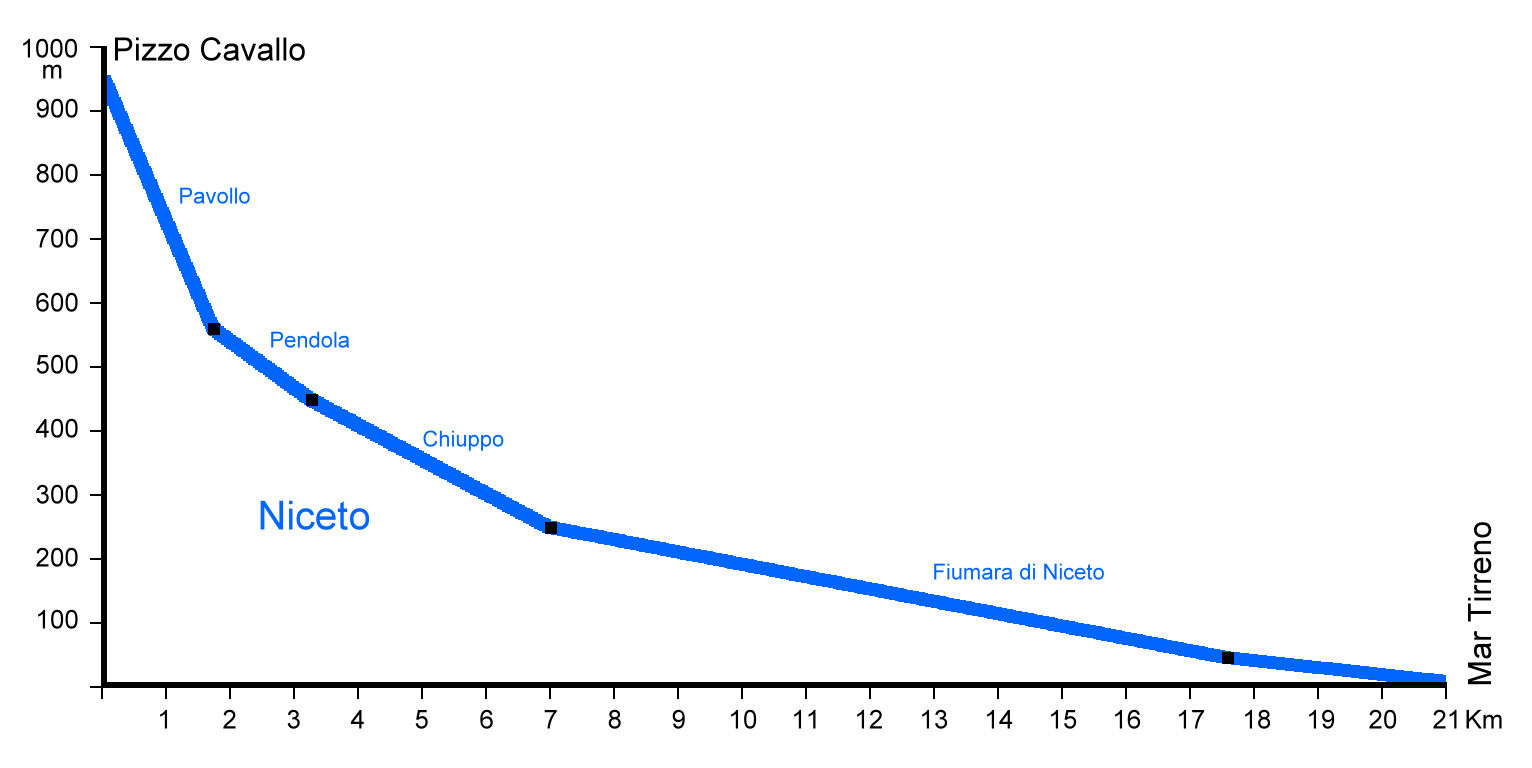
le Profil altimètrique du Niceto

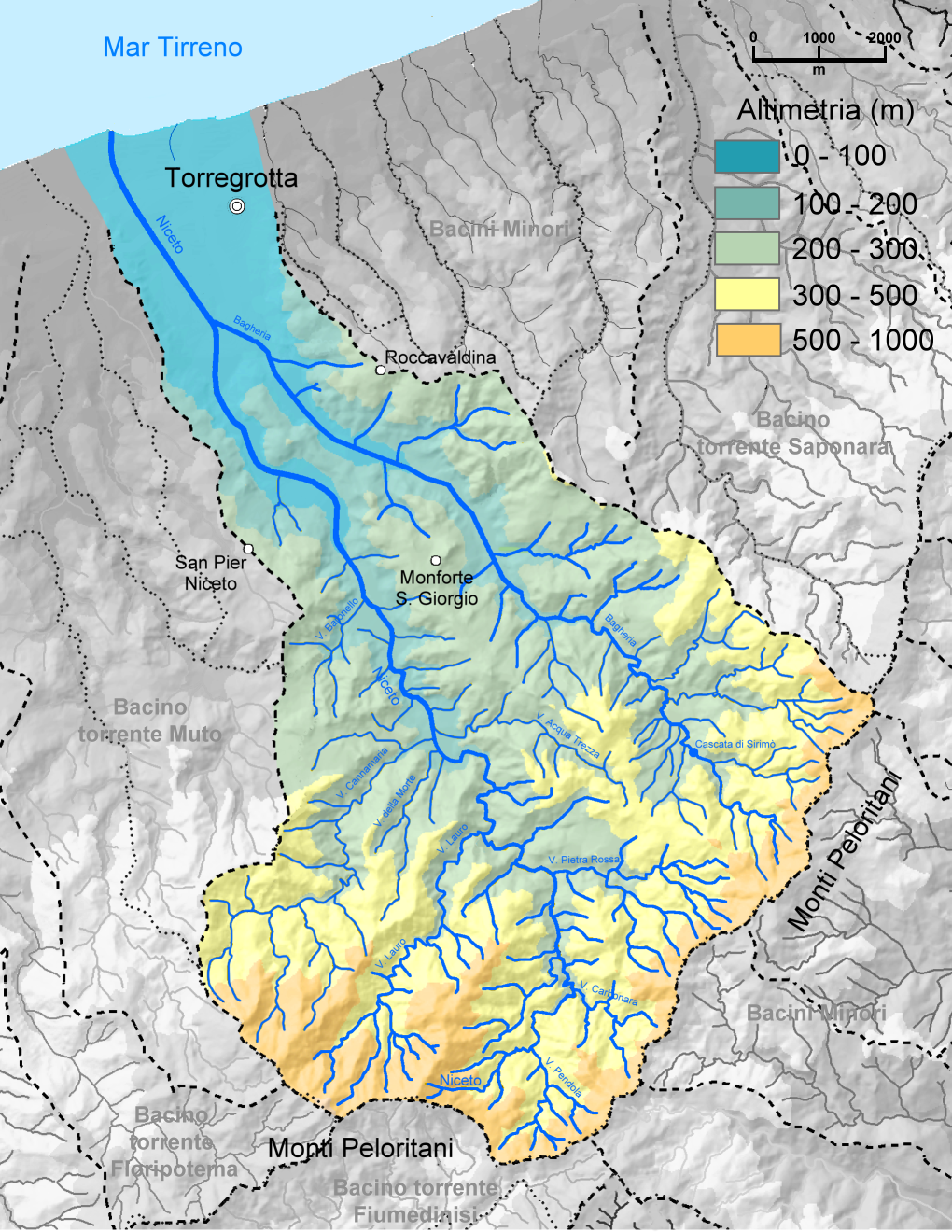
Le bassin hydrographique du Niceto au nord-est de la Sicile

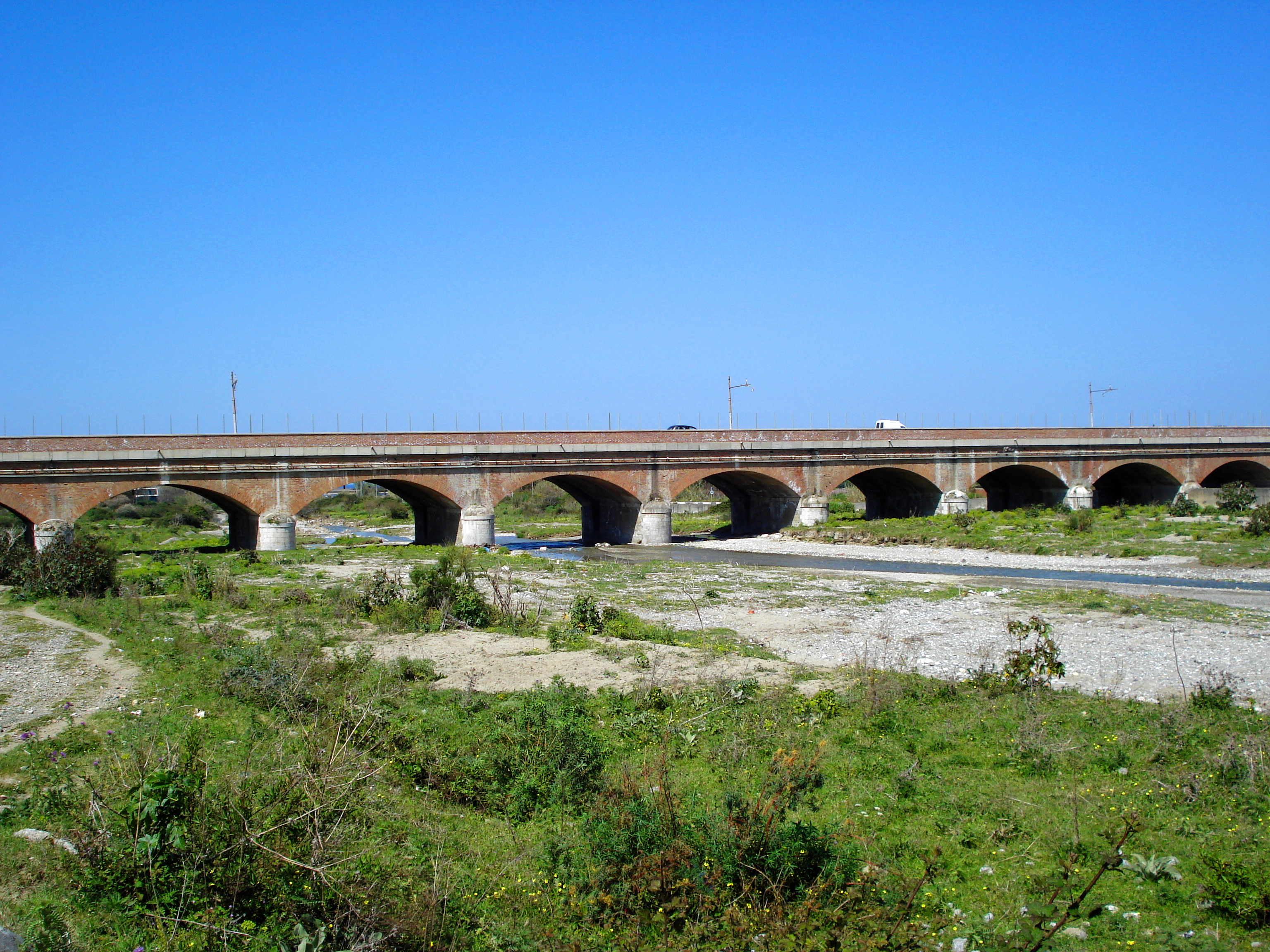
Pont de la route sicilienne 113 sur le Niceto